# Messias (calciatore)
Messias Rodrigues da Silva Júnior, noto semplicemente come Messias (São Mateus, 3 novembre 1994), è un calciatore brasiliano, difensore del Goiás, in prestito dal Santos.

## Caratteristiche tecniche
È un difensore centrale.

## Carriera
Cresciuto nelle giovanili dell'América-MG, ha esordito il 28 novembre 2015 in occasione di un match di Série B pareggiato 0-0 contro il Botafogo.
Il 31 gennaio 2019 si trasferisce in Portogallo, con la formula del prestito, al Rio Ave.
Il 26 luglio seguente viene riscattato.